# 春日町 (鹿児島市)
春日町（かすがちょう）は、鹿児島県鹿児島市の町。旧薩摩国鹿児島郡鹿児島城下春日小路町、鹿児島市春日小路町。郵便番号は892-0804。人口は1,034人、世帯数は480世帯（2020年10月1日現在）。春日町の全域で住居表示を実施している。

## 地理
鹿児島市中部、稲荷川下流域に位置している。町域の北方には池之上町、北方から東方にかけては清水町、南方には浜町、柳町、西方には大竜町がそれぞれ接している。町域の南端を東西に国道10号が通る。
町域の中部には薩摩藩士で、第1次伊藤内閣において初代文部大臣となった森有礼の誕生地があり、石碑が設置されている。

### 河川
- 稲荷川

### 町名の由来
春日町という町名は、町域内に鎮座する春日神社に由来する。

## 歴史

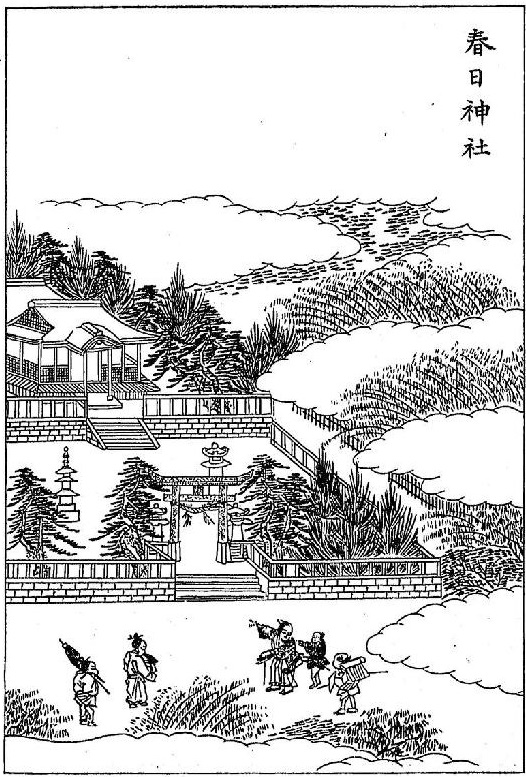
江戸時代の春日神社（三国名勝図会）

### 前史
春日神社の裏の通り付近には縄文時代の遺跡である「春日町遺跡」がある。春日町遺跡からは縄文時代前期頃のものと見られる土器が1962年（昭和37年）と1963年（昭和38年）の調査の際に発掘されており、胴部で窄まり、口縁部に向けて広がりながら口縁端部で窄まる形状をした土器は「春日式土器」と命名された。春日式土器は瀬戸内地方に多く分布する船元式土器と同様な形状であり、南九州を中心に出土している。
安和2年（969年）に長谷場氏が薩摩に入国した際に大和国春日郷（現在の奈良県奈良市春日野町）の春日大社より分祀し、春日神社が創建された。鹿児島五社（上町五社）のうち第四にあたる。江戸時代の薩摩藩の地誌である「三国名勝図会」には春日神社について下記のように記述している。

春日大明神社　坂本村にあり、建甕槌命、經津主命、天兒屋根命、姫大神の四坐を奉祀す、正祭十一月廿八日、本社大和國添上郡春日郷春日神社にして、鹿兒島五社の第四とす、神區清麗にして、和光を耀かす、諏方大宮司當神社の祭祀を兼ぬ、西壽院別當たり、
—三国名勝図会巻之三
また、1688年頃の現在の春日神社付近には御船手や船魂神社が置かれていた。
江戸時代には鹿児島近在坂元村のうちであり、「天保城下絵図」によれば春日小路には武家屋敷が立ち並んでいた。

### 春日小路町の成立
明治時代の初期頃に鹿児島郡鹿児島近在坂元村（現在の坂元町）から分割され鹿児島城下のうちの「春日小路町」（かすがしょうじちょう）として設置された。明治時代初期の春日小路町は士族が平民より多く居住しており、武家町であった。

### 市制施行以後
1888年（明治21年）に公布された市制（明治21年法律第1号）に基づき、1889年（明治22年）2月2日に官報に掲載された「 市制施行地」（内務省告示第1号）によって鹿児島が市制施行地に指定された。3月5日には鹿児島県令第26号によって鹿児島郡のうち50町村が市制による鹿児島市の区域と定められ、4月1日に市制が施行されたのに伴い、鹿児島郡50町村（山下町、平之馬場町、新照院通町、長田町、冷水通町、上竜尾町、下竜尾町、池之上町、鼓川町、稲荷馬場町、清水馬場町、春日小路町、車町、恵美須町、小川町、和泉屋町、浜町、向江町、栄町、柳町、易居町、中町、金生町、東千石馬場町、西千石馬場町、汐見町、泉町、築町、生産町、六日町、新町、松原通町、船津町、呉服町、大黒町、堀江町、住吉町、新屋敷通町、加治屋町、山之口馬場町、樋之口通町、薬師馬場町、鷹師馬場町、西田町、上之園通町、高麗町、下荒田町、荒田村、西田村、塩屋村）の区域より鹿児島市が成立した。それまでの春日小路町は鹿児島市の町「春日小路町」となった。1899年（明治32年）1月9日には町名の改名が行われ、「春日小路町」より小路を取り「春日町」に改称した。
1962年（昭和37年）に住居表示に関する法律が施行されたのに伴い、鹿児島市は鹿児島市街地域の住居表示に着手した。1967年（昭和42年）11月1日に上町地区の一部において住居表示が実施され、住居表示の実施に伴い町の再編が行われた。鹿児島市柳町の一部を春日町に編入し、春日町の一部が柳町及び浜町に編入された。また、春日町の全域で住居表示が実施された。

### 町域の変遷
| 変更後                       | 変更年             | 変更前                   |
| ---------------------------- | ------------------ | ------------------------ |
| 鹿児島城下春日小路町（新設） | 明治時代初期       | 鹿児島近在坂元村（一部） |
| 春日町（編入）               | 1967年（昭和42年） | 柳町（一部）             |
| 柳町（編入）                 | 1967年（昭和42年） | 春日町（一部）           |
| 浜町（編入）                 | 1967年（昭和42年） | 春日町（一部）           |

## 人口
以下の表は国勢調査による小地域集計が開始された1995年以降の人口の推移である。
| 年                 | 人口  |
| ------------------ | ----- |
| 1995年（平成7年）  | 651   |
| 2000年（平成12年） | 639   |
| 2005年（平成17年） | 673   |
| 2010年（平成22年） | 814   |
| 2015年（平成27年） | 1,044 |
| 2020年（令和2年）  | 1,034 |

## 文化財

### 国登録
- 鹿児島県民教育文化研究所（登録有形文化財）
2014年（平成26年）4月25日登録[32][33]。

## 施設

### 公共
- 鹿児島県警察鹿児島中央警察署春日交番[34]

### 教育
- 共立幼稚園[35]

### 郵便局
- 鹿児島春日郵便局[36]

### 寺社
- 春日神社（鹿児島五社のうち第四）

## 小・中学校の学区
市立小・中学校の学区（校区）は以下の通りである。
| 町丁   | 番・番地 | 小学校               | 中学校               |
| ------ | -------- | -------------------- | -------------------- |
| 春日町 | 全域     | 鹿児島市立清水小学校 | 鹿児島市立清水中学校 |

## 出身著名人

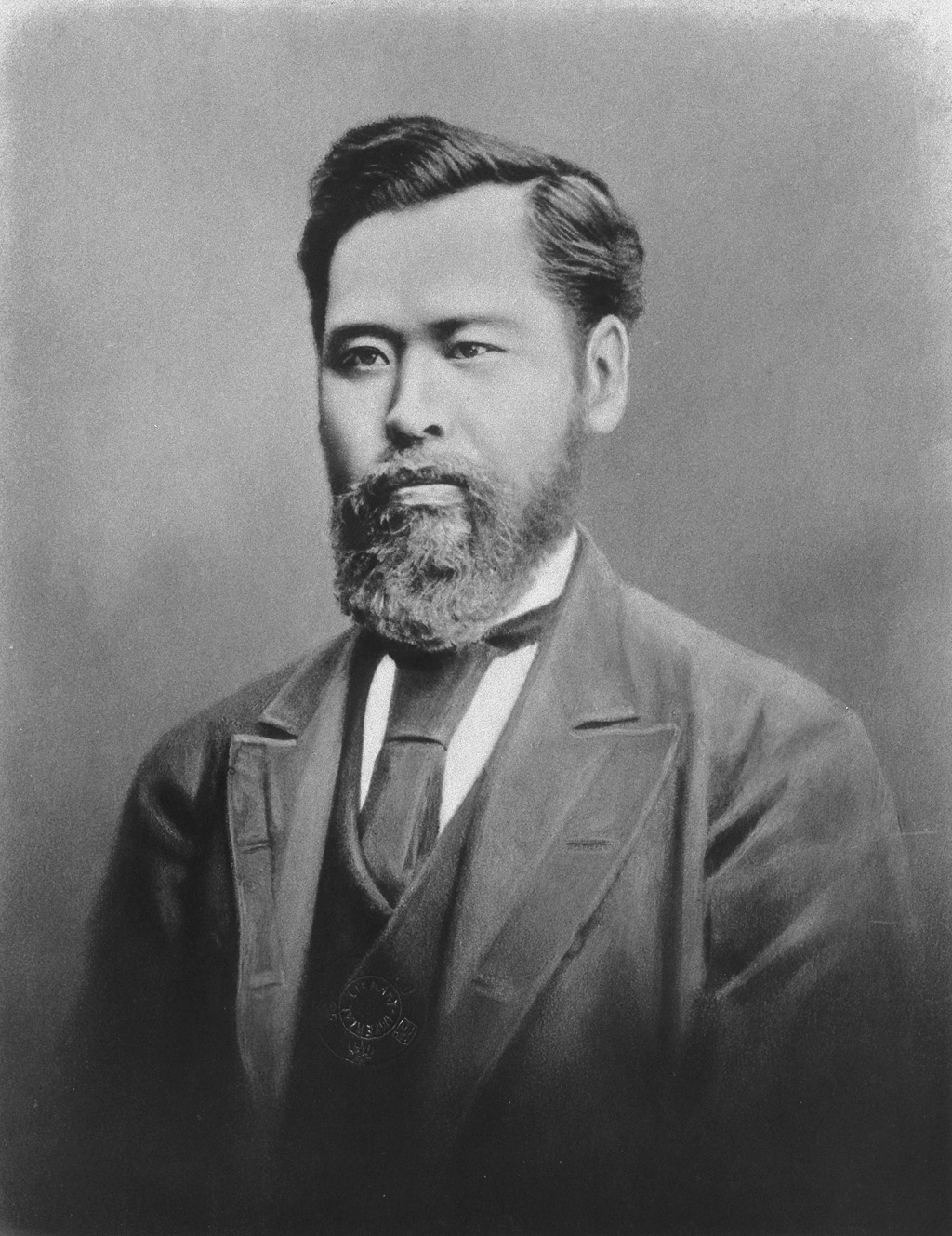
森有礼

- 森有礼（武士・外交官・政治家・初代文部大臣）
春日小路町出身[38]。内閣制度が創設されて初めて組閣された内閣である第1次伊藤内閣において初代文部大臣となり、帝国大学令や小学校令、中学校令、師範学校令などを発布し近代日本の学校制度の確立を行った[39]。1889年（明治22年）2月11日の大日本帝国憲法発布式典の日、それに参加するため官邸を出た所で国粋主義者・西野文太郎によって刺殺された[40]。

## 交通

### 道路
一般国道
- 国道10号

### 鉄道（廃止路線）
鹿児島市電上町線
- 春日町電停
1951年（昭和26年）に鹿児島市電上町線の柳町～春日町間が開通したのに伴い、春日神社付近の国道10号上に春日町電停が設置されたが、1985年（昭和60年）に上町線が全線廃止され、春日町電停も廃止された。